# Петро-Богдан Крип'якевич
Петро́-Богда́н Іва́нович Крип'яке́вич (10 лютого 1923, Львів — 2 грудня 1980, Львів) — український кристалохімік, доктор хімічних наук, доцент Львівського університету. 

## Біографічні відомості
Народився в родині видатного історика Івана Крип'якевича. Мати Марія з дому Сидорович. Мав молодшого брата Романа. Навчався у Малій семінарії, коротко в Музичному інституті ім. Лисенка, 1934—1938 — у філії державної Української академічної гімназії, що містилася в колишньому Палаці Семеньських; туди філія перебралася у 1934 з Народного Дому. У 1938 вступив до Математично-фізичного ліцею, що діяв при філії Академічної гімназії; до нього набирали учнів після 4-ох класів гімназії.
З приходом Перших совітів навчався у середній школі № 2, яку закінчив у 1940 на відмінно. У 1941 вступив до Львівського університету на природничий факультет, але провчився лише 1 курс, бо почалася німецько-радянська війна. Під час німецької окупації вчився на Технічних фахових курсах (Technische Fachkurse), створених на базі Львівської політехніки. В той час родина Крип'якевичів проживала на вулиці Домагаличів, 9, у квартирі на останньому поверсі. Під час бомбардування Львова влітку 1944 будинок було зруйновано, тож вони перебралися на вулицю Князів Острозьких (тепер Костянтина Острозького),7.
Аби уникнути служби в Червоній армії, батько віддав обох синів Петра і Романа до університету у Відень на хімічний факультет. Проте у 1945 Червона армія окупувала Австрію і обох Крип'якевичів мобілізували силоміць. Все ж якось вдалося їх з війська звільнити. У 1945—1946 Петро навчається на IV курсі хімічного факультету Львівського університету.
Проте у 1948 його спіткало нещастя — він захворів поліомієлітом і до кінця життя залишився прикутим до інвалідного візка. Проживав з батьками, потім у родині брата Романа.
1949 влаштувався старшим лаборантом на кафедру неорганічної хімії університету, якою завідував доцент, згодом професор Євген Черкашин. Паралельно відновлює навчання на хімічному факультеті (1949—1951), закінчивши університет з відзнакою. Зарахований інженером на кафедру неорганічної хімії для перегляду і редагування наукової літератури. Вступив до аспірантури, яку закінчив 1956 р.
У 1957 захистив у Львівському університеті кандидатську дисертацію «Дослідження з кристалохімії металічних сполук з високими координаційними числами»; науковим керівником був Євген Черкашин. Його кандидатська стала відправною точкою у формуванні майбутньої Львівської кристалохімічної школи. 1958 зарахований старшим науковим співробітником, згодом асистентом, у 1960—1964 доцентом. кафедри неорганічної хімії. Семінари, консультації проводив удома, так само керував курсовими і дипломними роботами. У 1965 увійшов до складу Окремої бюджетної науково-дослідної групи кристалохімії та металічних сплавів як старший науковий співробітник (у 1967 очолив її).
1972 — у Львівському університеті захистив докторську дисертацію «Структурні типи інтерметалічних сполук», яку видав як однойменну монографію у 1977 р.
Після смерті у 1967 батька родина брата Романа, де проживав Петро-Богдан, отримала просторе помешкання на вулиці Енгельса, 120.
Помер 2 грудня 1980 у Львові на 58-му році життя. Похований у родинному гробівці на 1 полі Личаківського цвинтаря.

## Науковий внесок
Працював над розшифровкою структури нових інтерметалічних сполук. Його головний науковий напрямок — рентген-фазовий аналіз металічних систем, вивчення кристалічної структури інтерметалідів і кристало-хімічних закономірностей у металічних системах. На базі цих робіт у 1960-их сформувалася Львівська кристалохімічна школа. 
Вкупі з іншими науковцями синтезував 593 інтерметалічні сполуки і встановив їхню кристалічну структуру; серед них є представники 25 раніше невідомих структурних типів, для яких велику кількість представників було виявлено лише згодом. Вперше систематизував всі відомі досі структурні типи інтерметалідів на базі виду (форми) координаційних поліедрів атомів меншого розміру. Цю роботу захистив як докторську дисертацію, оформивши її як монографію, що стала настільною книгою львівських кристалохіміків і популярною у світі.  
Разом зі своїм учнем Ярославом Ярмолюком встановив лінійну залежність координаційних чисел атомів від вмісту атомів з ікосаедричною координацією, яка тепер відома в кристалохімії, як «феномен Крип'якевича-Ярмолюка».
Був серед організаторів 3-ох Всесоюзних наукових конференцій з кристалохімії інтерметалідів у Львові (1971, 1974, 1978) за участі іноземних учених і відповідальним секретарем збірників конференцій. 
Опублікував 236 наукових праць і в тому числі монографію «Структурні типи інтерметалічних сполук» (Москва: Наука, 1977. — 288 с.). Під його керівництвом захищено 12 кандидатських дисертацій. 
В історичному атласі кристалографії, який видала Міжнародна спілка кристалографії 1990 р., П.-Б. Крип'якевича визнано одним із найвидатніших кристалографів світу середини ХХ ст., а його систематика структурних типів зарахована до фундаментальних наукових досягнень ХХ століття. 